# Optevoz
Optevoz é uma comuna francesa na região administrativa de Auvérnia-Ródano-Alpes, no departamento de Isère. Estende-se por uma área de 12 km². Em 2010 a comuna tinha 885 habitantes (densidade: 73,8 hab./km²).